# Maksim Znak
Maksim Znak (biał. Максім Аляксандравіч Знак; ur. 4 września 1981 w Mińsku) – białoruski prawnik, polityk, opozycjonista i więzień polityczny.

## Życiorys
Znak uzyskał tytuł doktora prawa na Białoruskim Uniwersytecie Państwowym. Udzielił wsparcia prawnego kandydatowi na prezydenta Wiktarowi Babaryce, który został uwięziony w czerwcu 2020 roku, przed wyborami prezydenckimi na Białorusi w 2020 roku. Prawnik jest członkiem Rady Koordynacyjnej ds. Przekazania Władzy na Białorusi.
9 września 2020 roku został uprowadzony i zatrzymany przez grupę zamaskowanych mężczyzn w cywilnych ubraniach. Przed zatrzymaniem był powszechnie uważany za ostatniego aktywnego członka Rady Koordynacyjnej. Został zatrzymany przez zwolenników Łukaszenki zaledwie dwa dni po przymusowej deportacji swojej koleżanki i byłej liderki opozycyjnej Marii Kolesnikawej. 9 września Znak planował udział w wideokonferencji prasowej z Babaryką. Został porwany przez zamaskowanych mężczyzn i nie brał udziału w konferencji prasowej. Koledzy prawnika oświadczyli, że był przetrzymywany w Mińsku i że po uprowadzeniu przesłał im smsem słowo „maski”. Od 9 września 2020 roku Rada Koordynacyjna nie była w stanie nawiązać z nim kontaktu. Traktowany był jako „osoba zaginiona”.
10 września 2020 roku dwanaście organizacji, między innymi: Centrum Obrony Praw Człowieka Wiasna, Białoruskie Stowarzyszenie Dziennikarzy, Białoruski Komitet Helsiński, uznały jego za więźnia politycznego. 11 września 2020 roku Amnesty International uznała Znaka za więźnia sumienia. 14 września 2020 roku Sergey Lagodinsky, poseł do Parlamentu Europejskiego, objął patronatem Znaka.
4 sierpnia 2021 roku w Mińsku rozpoczął się zamknięty proces Znaka i Kalesnikawej. Groziło im do 12 lat więzienia. 
6 września 2021 Znak został skazany na 10 lat więzienia

## Nagrody
- Nagroda Międzynarodowego Stowarzyszenia Prawników za wkład w ochronę praw człowieka (2021)[14]